# Giuseppe Minardi
Giuseppe Minardi (Solarolo, 18 maart 1928 – Faenza, 21 januari 2019) was een Italiaans wielrenner.

## Belangrijkste overwinningen
1949
- Trofeo Matteotti

1951
- Trofeo Baracchi (met Fiorenzo Magni)

1952
- Ronde van de Drie Valleien
- Ronde van Campanië
- Ronde van Lombardije

1953
- 6e etappe Ronde van Italië

1954
- Ronde van Reggio Calabria
- Ronde van Romagna
- 2e etappe Ronde van Italië

1955
- Trofeo Matteotti
- 14e etappe Ronde van Italië
- Ronde van Piëmont

1956
- Ronde van Reggio Calabria
- 6e etappe Ronde van Italië

## Resultaten in voornaamste wedstrijden
| Jaar | Ronde van Italië | Ronde van Frankrijk | Ronde van Spanje |
| ---- | ---------------- | ------------------- | ---------------- |
| 1949 |                  |                     |                  |
| 1950 | 55e              |                     |                  |
| 1951 | 46e (1)          |                     |                  |
| 1952 | 18e (1)          |                     |                  |
| 1953 | opgave (1)       | opgave              |                  |
| 1954 | opgave (1)       |                     |                  |
| 1955 | 24e (1)          |                     |                  |
| 1956 | opgave (1)       |                     |                  |

| Jaar | Milaan-San Remo | Ronde van Vlaanderen | Parijs-Roubaix | Ronde van Lombardije | Waalse Pijl |  | WK op de weg |
| ---- | --------------- | -------------------- | -------------- | -------------------- | ----------- |  | ------------ |
| 1949 |                 |                      |                | 42e                  |             |  |              |
| 1950 | 86e             |                      |                | 8e                   |             |  |              |
| 1951 | 27e             |                      |                | Zilver               |             |  | 8e           |
| 1952 | Zilver          |                      | 47e            | Goud                 |             |  | 10e          |
| 1953 | Zilver          |                      | 28e            | 22e                  |             |  |              |
| 1954 | 13e             | 19e                  |                | 31e                  | 13e         |  |              |
| 1955 | 17e             |                      | 20e            | 11e                  |             |  |              |
| 1956 | 89e             |                      |                |                      |             |  |              |